# Nathalie Lemel

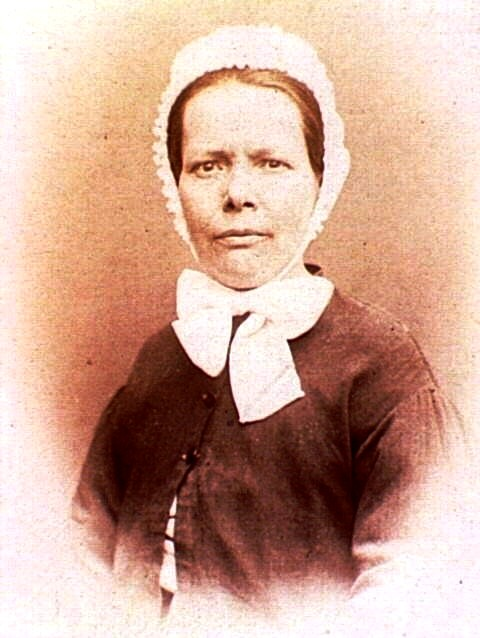
Nathalie Lemel

Nathalie Lemel (geboren 26. August 1827 in Brest (Finistère); gestorben 1921 in Ivry-sur-Seine) war eine Sozialistin und Feministin, die sich im Jahr 1871 aktiv am Aufstand der Pariser Kommune beteiligte. Schriftliche Aufrufe an Werktätige aus dem Jahr 1871 sind mit der alternativen Schreibweise ihres Namens, Nathalie Le Mel, unterzeichnet.

## Biografie
Nathalie Lemel wuchs in Brest auf, wo ihre Eltern, das Ehepaar Duval, ein Café besaßen. Sie besuchte bis zum Alter von zwölf Jahren die Schule und arbeitete danach als Buchbinderin. Im Jahr 1845 heiratete sie den acht Jahre älteren Buchbinder Jérôme Lemel, mit dem sie drei gemeinsame Kinder hatte. Im Jahr 1849 ließ sich das Ehepaar in Quimper nieder, wo es eine Buchbinderei eröffnete. Dieser beruflichen Tätigkeit ging das Ehepaar Lemel solange nach, bis es 1861 für zahlungsunfähig erklärt wurde. Auf der Suche nach Arbeit verließen die Eheleute die Bretagne in Richtung Paris.
Ihre erste Beschäftigung in Paris scheint der Verkauf von Büchern gewesen zu sein. Natalie Lemel wandelte sich in dieser Lebensphase zur aktiven Sozialistin. Die damals bestehende soziale Benachteiligung großer Bevölkerungsgruppen führte im Jahr 1864 in London zur Gründung der Internationalen Arbeiter-Assoziation (IAA). Diese Vereinigung wurde in der späteren Geschichtsschreibung auch „Erste Internationale“ genannt. Im August 1864 legten die Mitglieder der Pariser Buchbindergewerkschaft unter der Führung von Eugène Varlin ihre Arbeit nieder. Ende Dezember 1864 wurde die Pariser IAA-Sektion unter Federführung von Henri Tolain und Ernest-Édouard Fribourg gegründet.
1865 trat Nathalie Lemel der IAA bei. Nach der Wiederaufnahme des Streiks wurde sie nicht nur Mitglied im Streikkomitee, sondern wurde auch zur Vertrauensperson gewählt. Die Übernahme derartiger Funktionen galt in der damaligen Zeit als außergewöhnlich für eine Frau. Nathalie Lemel zeichnete sich durch ihre Entschlossenheit und ihr Organisationstalent aus. Um die Lohndiskriminierung von Frauen zu beenden, kämpfte sie für das Recht auf gleichen Lohn für gleiche Arbeit. In einem Polizeibericht wurde Nathalie Lemel wegen ihres starken Engagements und ihres politischen Aktivismus erwähnt. Neben dem häufigen Besuch gewerkschaftlicher Veranstaltungen las sie in Werkstätten laut aus gewerkschaftlichen Zeitungsartikeln vor. Sie stand dem Zweiten Kaiserreich in starker Opposition gegenüber.
Im Jahr 1868 verließ Nathalie Lemel aufgrund des Alkoholismus ihres Mannes die gemeinsame Wohnung. Durch den Gewinn an persönlicher Freiheit konnte sie ihre eigenen politischen Aktivitäten intensivieren. Zusammen mit Varlin und anderen Buchbindern beteiligte sie sich an der Schaffung von „La Ménagère“, einer Konsumgenossenschaft, die preiswerte Lebensmittel verkaufte, und an „La Marmite“, einer Gastronomiekooperative.

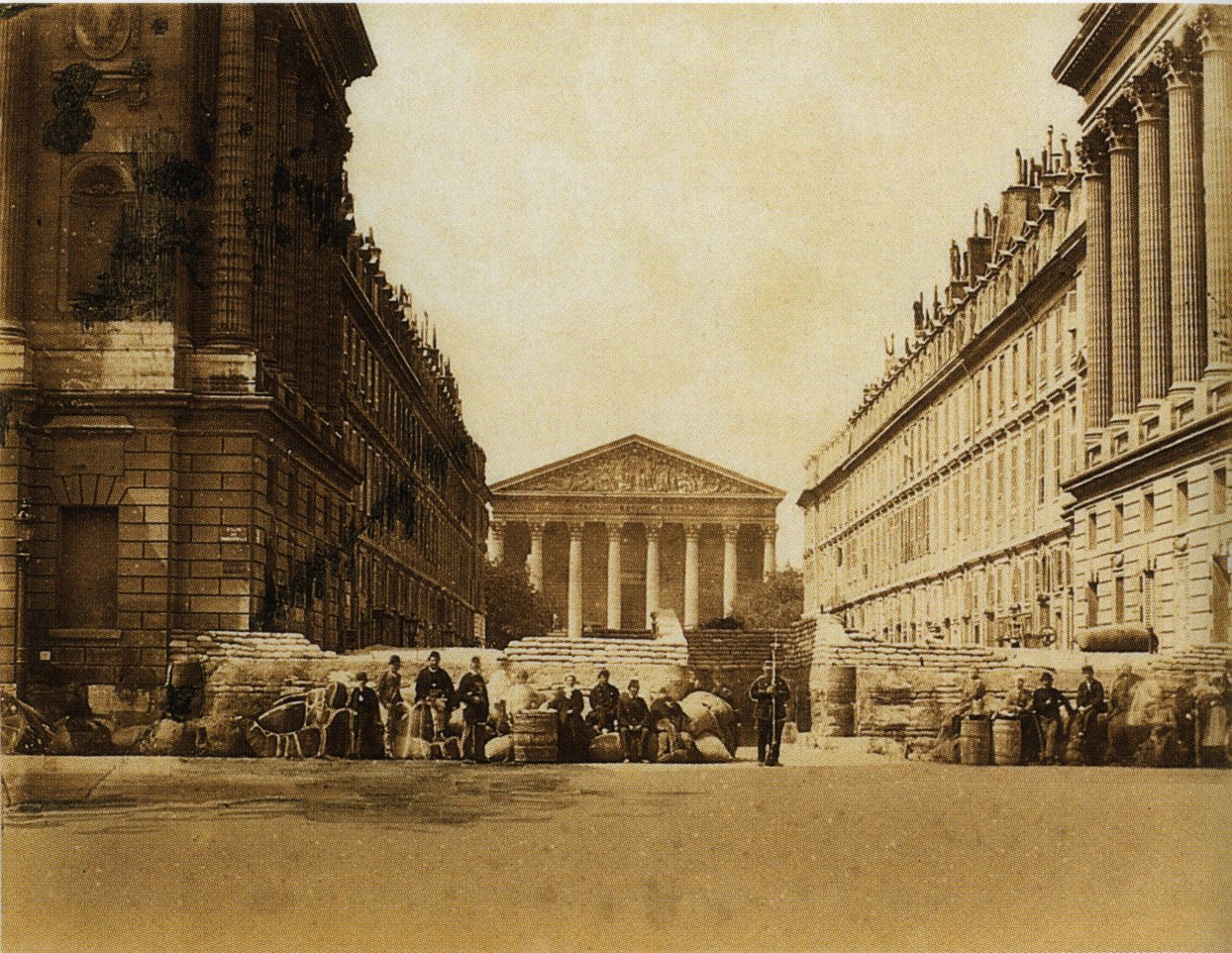
Barrikaden vor La Madeleine (Paris)

Der Aufstand der Pariser Kommune begann am 18. März 1871. In dieser Zeit war Nathalie Lemel sehr aktiv in Frauen-Vereinen, in denen sie oft Reden hielt. Nachdem Elisabeth Dmitrieff, die mit Karl Marx in Kontakt stand, am 11. April 1871 die „Union des femmes pour la défense de Paris et les soins aux blessés“ gegründet hatte, wurde Nathalie Lemel Mitglied des Zentralkomitees dieser Frauen-Union.
Am 26. März 1871, nach der Durchführung von demokratischen Wahlen, wurde ein Revolutionsrat geschaffen, dem u. a. Jules Vallès, Charles Delescluze, Raoul Rigault, Gustave Flourens und Eugène Varlin angehörten. In den nachfolgenden Wochen bis zum Beginn der „Blutigen Maiwoche“ (Semaine sanglante) wurde die Stadt Paris durch die Kommune verwaltet. Am 21. Mai 1871 begann die Besetzung der Stadt durch Versailler Regierungstruppen. Während dieser Zeit kämpfte Nathalie Lemel auf den Barrikaden in der Nähe des Place Blanche in der Rue Jean-Baptiste-Pigalle und versorgte Verletzte. Die blutigen Auseinandersetzungen endeten am 28. Mai 1871 mit der Erschießung von 147 Kommunarden an der Mur des Fédérés auf dem Friedhof Père-Lachaise.
Nach der Niederlage der Pariser Kommune wurde Nathalie Lemel zur Deportation und Gefangenschaft auf Neukaledonien verurteilt. Sie verweigerte sich einem Gnadengesuch, das Freunde bei den Behörden für sie gestellt hatten. Sie wurde an Bord des Schiffes „La Virginie“ gebracht, das dem Geleitzug angehörte, der auch Henri Rochefort und Louise Michel in die Strafkolonie brachte. Sie landeten am 14. Dezember 1873, fünf Tage nach den deportierten Männern, auf der Halbinsel Ducos. Auf die Frage, ob die Frauen am Deportationsort getrennt werden sollen, sprachen sich Nathalie Lemel und Louise Michel strikt dagegen aus. Nathalie Lemel und Louise Michel teilten sich für die nächsten Jahre dieselbe Gefängniszelle. Daher ist es möglich, dass Nathalie Lemel intellektuellen Einfluss auf ihre Mitgefangene nahm. Nathalie Lemel kehrte am 28. Juni 1879 nach Frankreich zurück. Am 10. Juli 1880 beschloss die französische Nationalversammlung eine vollständige Amnestie für diejenigen Personen, die sich aktiv an der Pariser Kommune beteiligt hatten. Aufgrund dieses Amnestiegesetzes konnte Henri Rochefort aus London nach Paris zurückkehren. Er gründete die Zeitung L’Intransigeant, bei der Nathalie Lemel eine Anstellung fand. Nachdem sich Henri Rochefort zum Boulangismus bekannte, gab sie ihren Arbeitsplatz auf und verweigerte auch die von Rochefort angebotene kleine Rente. Sie starb in Armut und erblindet im Jahr 1921 im Hospiz von Ivry-sur-Seine im Département Val-de-Marne.

## Gedenken

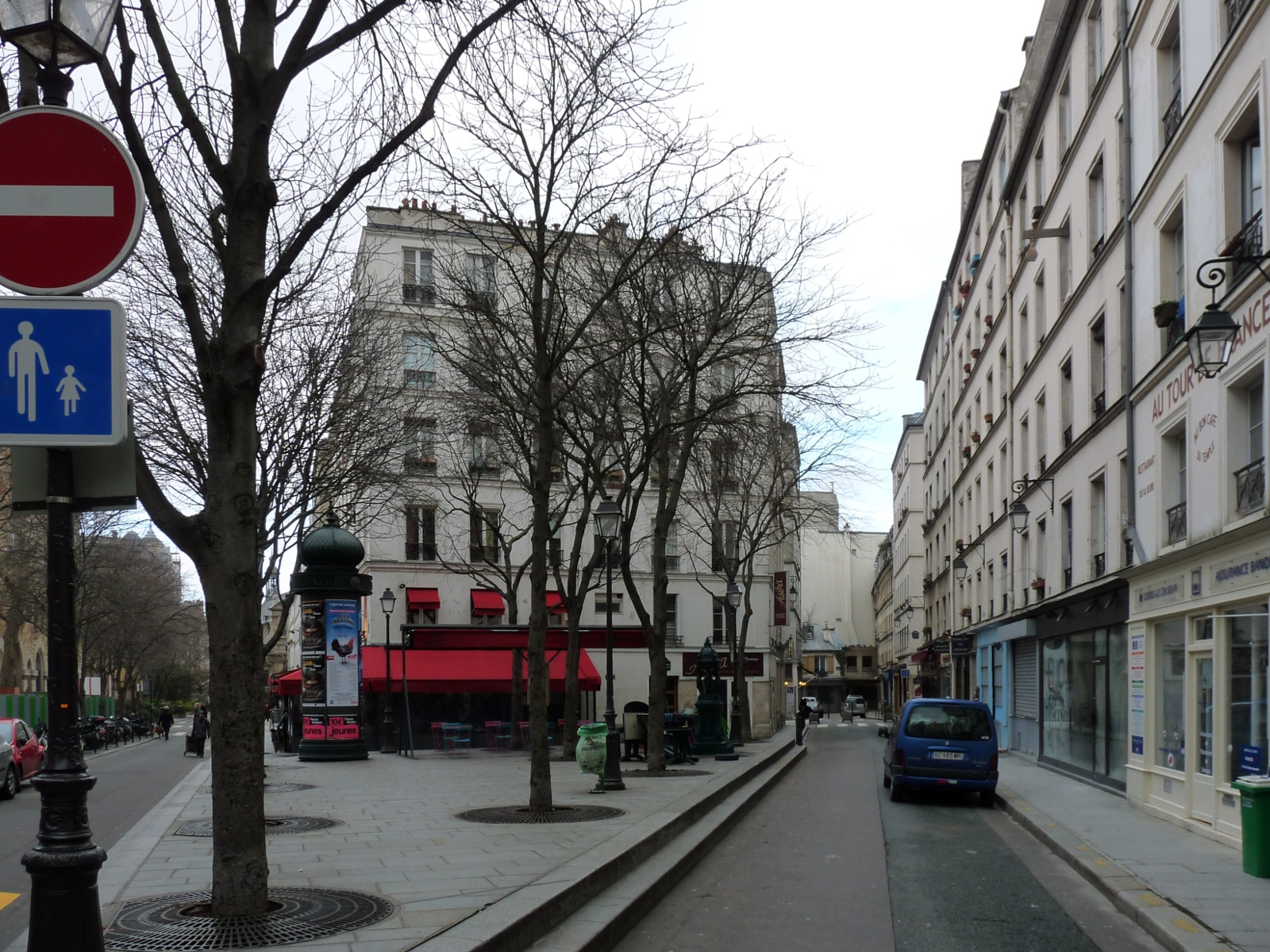
Place Nathalie-Lemel (Paris)

Heute gibt es im 3. Arrondissement (Paris) einen Platz, der Nathalie Lemels Namen trägt. Die Entscheidung, den zuvor unbenannten Platz nach ihr zu benennen, erfolgte durch Beschluss des Bezirksrats am 27. März 2006. Der Place Nathalie-Lemel wurde am 7. März 2007, anlässlich des Internationalen Frauentags, offiziell eingeweiht. Der Platz liegt am Schnittpunkt der Rue Dupetit-Thouars und der Rue de la Corderie, in der sich einige Zeit die Geschäftsstelle der Pariser IAA-Sektion befand. Auch die frühere Wohnung von Nathalie Lemel lag in der Nähe des nach ihr benannten Platzes. – Außerdem tragen Straßen in Rennes, La Rochelle und Quimper sowie Plätze in Nanterre, Savigny-le-Temple und Évry den Namen von Nathalie Lemel.